# Geheimagent (Film)
Geheimagent (Originaltitel: Secret Agent) ist ein britischer Spionage-Thriller von Alfred Hitchcock aus dem Jahr 1936. Er basiert auf zwei Kurzgeschichten von William Somerset Maugham.

## Handlung
10. Mai 1916. Der britische Spion Edgar Brodie ist tot, berichtet die Presse. Tatsächlich nimmt er eine andere Identität an, da er als Geheimagent in der Schweiz zum Einsatz kommen soll. Als Richard Ashenden soll er dort einen unbekannten Spion töten, bevor dieser sich in feindliches Gebiet absetzen kann. Dies sei notwendig, um britische Interessen in einer Nahostkrise zu wahren. Ein aus Mexiko stammender Kollege, genannt „der General“, soll Ashenden begleiten.
In seinem Hotelzimmer trifft Ashenden mit der als seine Ehefrau getarnten Spionin Elsa zusammen, die gerade Besuch hat von ihrem Verehrer Marvin. Elsa ist zunächst Feuer und Flamme für den Mordauftrag und hält das Ganze für ein großes Abenteuer.
Als Ashenden und „der General“ einen ihrer Informanten ermordet in einer Kirche auffinden, bringt sie ein Jackenknopf in der Hand des Toten auf eine Spur. Die Agenten machen den vermeintlichen Besitzer des Knopfes (ein Engländer mit deutscher Gattin) aus. Sie wollen ihn in eine Falle locken. Zu diesem Zweck sucht das Spionage treibende „Ehepaar“ die Bekanntschaft mit dem schon älteren englisch-deutschen Paar. In der Zwischenzeit verkehrt „Mrs. Ashenden“ öfters mit Marvin, weist seine Annäherungsversuche aber zurück.
Mittlerweile hat Elsa Skrupel wegen ihres Auftrags, da sie mehr und mehr zu der Überzeugung gelangt, dass auch ein politischer Mord moralisch verwerflich sei. Zu ihrer veränderten Einstellung trägt auch die aufkeimende Liebe zu Edgar/Richard bei. „Der General“ entpuppt sich dagegen immer mehr als mordlustige treibende Kraft im Auftrag der britischen Regierung.
Die Beseitigung des Feindes durch den General und Ashenden, dessen Pflichtgefühl ihn seinem Land gegenüber zu der Aktion als „endgültig letztem“ Spionageauftrag zwingt, soll nun auf einer Bergwanderung vollzogen werden. Letztlich schreckt Ashenden vor der direkten Beteiligung doch zurück und überlässt es „dem General“, den alten Mann in die Tiefe zu stürzen, während Ashenden dies mit einem Fernrohr beobachtet.
Tragischerweise stellt sich jedoch heraus, dass das Opfer lediglich ein harmloser Tourist war. Entsetzt über den sinnlosen Mord beschließen Elsa und Ashenden, den Auftrag abzubrechen.
Eine neue Spur bringt Ashendens Entschluss jedoch erneut ins Wanken: Über eine Bekanntschaft hat „der General“ herausgefunden, dass eine nahe gelegene Schokoladenfabrik von den deutschen Gegnern als konspirative Zelle genutzt wird. Die beiden Männer spionieren vor Ort, müssen dann aber vor der Polizei fliehen. Doch sie haben herausfinden können, dass Marvin der gesuchte Mann ist.
Im Glauben, dass Elsa, die sich in Wahrheit aus Enttäuschung über ihren Geliebten an Marvin hängt, diesen ebenfalls entlarvt hätte, erwischen sie in letzter Sekunde den Zug, mit dem Marvin sich absetzen will. Marvin verrät Elsa seine Identität, durchschaut aber zugleich auch ihre Tarnung. Ashenden und sein mexikanischer Kollege finden die beiden und schicken sich an, Marvin zu liquidieren. Elsa jedoch vereitelt die Tat mit vorgehaltener Waffe und begegnet den patriotischen Vorhaltungen Ashendens mit dem Verweis auf den Vorrang ihrer beider moralischer Integrität.
In diesem Augenblick entgleist der Zug bei einem Luftangriff britischer Flieger. Marvin wird tödlich eingeklemmt, doch kurz vor seinem Ableben gelingt es ihm noch, den mörderischen „General“ zu erschießen. Elsa und Ashenden sinken sich in die Arme, befreit von den letztlich untragbaren Entscheidungen über Leben und Tod. Zurück in England quittieren beide den Dienst.

## Hintergründe
Der Schriftsteller William Somerset Maugham, der den Ersten Weltkrieg als Geheimdienstmitarbeiter erlebt hatte, verarbeitete seine Erfahrungen in mehreren nach der Hauptfigur benannten „Ashenden-Erzählungen“. Eine davon, The Hairless Mexican, verarbeitete wiederum der Filmkritiker Campbell Dixon zu einem Theaterstück. Die Rechte daran erwarb der Produzent Michael Balcon, der Dixon mit der Erarbeitung eines Treatments beauftragte. Das Skript erstellten schließlich Hitchcock und Charles Bennett, der bereits für die Drehbücher zu dessen beiden Erfolgsfilmen Der Mann, der zuviel wusste und Die 39 Stufen verantwortlich war. Sie verwendeten als Vorlagen die ursprüngliche Erzählung sowie die „Ashenden-Erzählung“ The Traitor. Aus dem Theaterstück übernahmen sie lediglich die Liebesgeschichte.
Der gefeierte Theaterschauspieler John Gielgud übernahm die Rolle des Brodie/Ashenden, die ihm als eine Art moderner Hamlet-Figur angeboten wurde, als ein Mann in einem moralischen Dilemma. Hitchcock hatte seit jeher ein ambivalentes Verhältnis zu Schauspielern, die sich als eigenständige Künstler verstanden, und er fand, dass Gielguds Bühnenerfahrung eher lästig denn nützlich war. „Ich musste alles auslöschen und bei Null anfangen“, sagte er der Presse. Gielgud selbst war die Arbeit beim Film verglichen mit der am Theater unangenehm. Er fühlte sich dort fast krank vor Nervosität und fand sich selbst im fertigen Film auch ziemlich schlecht.
Seine Nervosität war auch dem Umstand geschuldet, dass Hitchcock der weiblichen Hauptrolle deutlich mehr Aufmerksamkeit schenkte. Die Rolle der „Elsa Carrington“ übernahm Madeleine Carroll, die bereits in Die 39 Stufen brilliert hatte. Sie gilt als erste typische „Hitchcock-Blondine“. Hitchcock betete Carroll förmlich an und wie schon in Die 39 Stufen verstand er es, sie äußerst liebevoll und vorteilhaft ins Bild zu setzen. Mit Geheimagent endete allerdings auch schon ihre Zusammenarbeit. Carroll arbeitete bereits seit 1934 in Hollywood; sie konnte von Michael Balcon lediglich für diese beiden Filme nach Europa geholt werden.
Die Figur des zwielichtigen „Generals“ wurde von Peter Lorre übernommen, der ebenfalls bereits seit einiger Zeit in Hollywood arbeitete. Die Arbeit gestaltete sich schwierig, denn Lorre war inzwischen stark morphinsüchtig und nutzte jede Gelegenheit, sich seine Drogen zuzuführen. Die Dreharbeiten litten sehr unter Lorres Stimmungsschwankungen und Sprunghaftigkeit, seine Szenen konnten in den seltensten Fällen am Stück gedreht werden. Die so erzwungenen „sinnlosen“ Schnitte sind im fertigen Film gut zu erkennen.
Der dritte „Hollywood-Import“ war Robert Young, der den feindlichen Spion spielte und damit gegen seinen Typ besetzt wurde. Er war in Hitchcocks Werk der erste „sympathische Schurke“ – ein Rollenbild, das seine späteren Filme mitprägen sollte.
In Nebenrollen traten die damals noch unbekannten Lilli Palmer, Michael Redgrave und Michael Rennie auf.
Hitchcocks Engagement für den Film ließ im Laufe der Dreharbeiten immer mehr nach, da ihn sein persönliches Interesse an seiner Hauptdarstellerin gefangen nahm. Er konzentrierte sich fast ausschließlich auf die Szenen mit Madeleine Carroll, die daher zu den besten des Films gehören. Außerhalb der Dreharbeiten trieb er jedoch oft üble, beinahe grausame Scherze mit ihr. Bereits hier zeigt sich seine ambivalente Haltung gegenüber den von ihm bewunderten Schauspielerinnen, wie er sie in späteren Jahren unter anderem Ingrid Bergman, Vera Miles oder Tippi Hedren gegenüber an den Tag legte.
Hitchcock achtete bei der Ausarbeitung der weitgehend in der Schweiz spielenden Geschichte auf eine möglichst landestypische Milieuschilderung. So verlegte er das Hauptquartier der Agenten in eine Schokoladenfabrik, die Geheimbotschaft wird in einer Tafel Schokolade übermittelt. Ein Mord findet in einer Schweizer Dorfkirche statt und ein weiterer Mord geschieht, indem das Opfer vor der malerischen Gebirgslandschaft von einer Bergklippe gestoßen wird. Hitchcock baute sogar schweizerische Tanz-Folklore in die Handlung ein. Die Szene, in der Elsa Carrington und Robert Marvin in der Kutsche fahren und Verständigungsprobleme mit dem (nicht englisch sprechenden) Kutscher haben, stand allerdings nicht im Drehbuch, sie wurde entgegen Hitchcocks sonstige Gepflogenheiten improvisiert.
Trotz seiner Haltung während der Dreharbeiten war Hitchcock mit dem Resultat zufrieden. Er bekannte später: „Ich mochte ‚Secret Agent‘ ganz gerne. Es tut mir leid, dass er kein größerer Erfolg geworden ist.“ Er bekannte aber auch die Problematik der Gielgud-Rolle des Anti-Helden: „Man kann sich nur schwer für einen Helden erwärmen, der partout kein Held sein will.“ Tatsächlich waren Anti-Heldentum, Entlarvung von Sympathieträgern (Young) und sadistische „gute“ Agenten (Lorre) für das damalige Kinopublikum ungewohnte Kost. Hitchcock war mit Geheimagent seiner Zeit um einige Jahrzehnte voraus.
Der Publikumserfolg stand zwar hinter dem der beiden Vorgängerfilme zurück, Geheimagent konnte jedoch seine Kosten mehr als einspielen.

## Kritiken
„Ein würdiger Begleiter für seinen erlauchten und sehr erfolgreichen Vorgänger 39 Stufen. Die Handlung entfaltet sich in den psychologischen Reaktionen der Hauptfiguren. Es gibt intellektuelle Dialoge, gutmütigen Humor, romantische Verwicklungen.“

„The Secret Agent rühmt sich zwar der literarischen Herkunft von einem Somerset Maugham-Roman, ist aber nichtsdestoweniger einer jener Filme, in dem sich praktisch jedes Ensemble-Mitglied als Spion erweist, nicht ausgenommen Robert Young, dem man abnehmen soll, dass er ein amerikanischer Spion im Sold der Achsenmächte ist. Wenn man das verdaut hat, fällt es einem auch nicht mehr schwer, sich Madeleine Carroll als eine Amateuragentin vorzustellen, die sich dem Geheimdienst aus Spaß am Nervenkitzel angeschlossen hat und die, nach Genf geschickt, um dort im Rahmen einer Spionageaktion die Frau von John Gielgud zu spielen, sich in diesen verliebt, während sie von Mr. Young verfolgt wird.“

„Madeleine Carroll wirkt sehr überzeugend und sehr menschlich in ihrem inneren Widerwillen gegen den Job, für den sie sich hergegeben hat. Robert Young spielt den deutschen Agenten mit verschlagener List und souveräner Kraft, besonders wenn es ihm schließlich auf dem mitreißenden Höhepunkt unter dem Krachen von Bomben und dem scheußlichen Lärm entgleisender Züge ans Leben geht. Die Leistungen dieser beiden Schauspieler werden freilich noch in den Schatten gestellt von Peter Lorre. Als mexikanischer ‚General‘ mit dem Herz eines Schlächters lehrt er dem Publikum am intensivsten das Gruseln. Mr. Hitchcock wäre gut beraten gewesen, hätte er auf die zusammenhanglose und ärgerliche Liebesgeschichte verzichtet und dafür Lorre mehr Raum gegeben.“

„Hintergründige Spionagekomödie, trickreich mit Überraschungseffekten und Wortwitz.“